# Medicina quântica
Medicina quântica é uma mistura de ideias pseudocientíficas supostamente baseadas na mecânica quântica, na psicologia, na filosofia e na neurofisiologia que afirma que os fenômenos quânticos são responsáveis pela saúde e bem estar. Há diferentes versões, que fazem alusão a  ideias quânticas como dualidade onda-partícula, partículas virtuais e, de forma mais genérica, "energia" e vibrações. Medicina  quântica é uma forma de medicina alternativa.
O termo foi cunhado por Deepak Chopra. Suas discussões de medicina quântica têm sido caracterizadas com o neologismo technobabble [en] - "um balbuciar incoerente repleto de termos científicos" que "deixa  loucas as pessoas que realmente entendem de física" e como "redefinição errada".
A medicina quântica é controversa devido às suas interpretações distorcidas da física moderna. É amplamente reconhecida na comunidade científica pela ausência de sentido. Mas, mesmo assim, possui vários  seguidores que a divulgam. A principal crítica gira em torno do fato de que objetos macroscópicos  (tais como o corpo humano ou células individuais) são demasiado grandes para apresentarem propriedades inerentemente quânticas como a interferência e o colapso da função de onda. A maioria da literatura sobre medicina quântica é quase inteiramente filosófica, omitindo a rigorosa matemática que torna a eletrodinâmica quântica possível.
O físico Brian Cox defende que o mau uso da palavra "quantum", tais como o seu uso na medicina quântica, tem um efeito negativo na sociedade, pois mina a ciência genuína  e desencoraja as pessoas de se envolverem com a medicina convencional. Ele afirma que "para alguns cientistas, a infeliz distorção e apropriação indevida de ideias científicas que muitas vezes acompanham  sua integração na cultura popular é um inaceitável preço a pagar."
O Conselho Federal de Medicina (CFM) não reconhece a Medicina Quântica como uma especialidade médica ou como uma abordagem terapêutica válida.